# ديك نولان (لاعب كرة قدم أمريكية)
ديك نولان (بالإنجليزية: Dick Nolan) هو لاعب كرة قدم أمريكية أمريكي، ولد في 26 مارس 1932 في بيتسبرغ في الولايات المتحدة، وتوفي في 11 نوفمبر 2007 في غرابفين في الولايات المتحدة بسبب سرطان البروستاتا.

## وصلات خارجية
- ديك نولان على موقع مرجع كرة القدم المحترفة.كوم (الإنجليزية)
- ديك نولان على موقع إن إن دي بي (الإنجليزية)